# Siebieczów
Siebieczów (ukr. Себечів), 1951–1989 Krasnosilla  (ukr. Красносілля) – wieś na Ukrainie, w rejonie czerwonogrodzkim obwodu lwowskiego. Wieś liczy około 800 mieszkańców.
W Siebieczowie urodził się w 1873 Kazimierz Majewski, późniejszy lekarz okulista.
W II Rzeczypospolitej do 1934 samodzielna gmina jednostkowa. Następnie należała do zbiorowej wiejskiej gminy Bełz w powiecie sokalskim w woj. lwowskim. Po wojnie wieś weszła w skład powiatu hrubieszowskigo w woj. lubelskim. W 1951 roku wieś wraz z większą częścią gminy Bełz (którą równocześnie przekształcono w gminę Chłopiatyn) została przyłączona do Związku Radzieckiego w ramach umowy o zamianie granic z 1951 roku.
W granicach Siebieczowa znajduje się dawna wieś Piwowszczyzna.